# Ashley Miller (réalisateur)
Pour les articles homonymes, voir Miller et Ashley Miller.
Ashley Miller, né le 11 août 1867 à Cincinnati et mort le 19 novembre 1949 à New York, est un réalisateur, scénariste et animateur américain.

## Filmographie partielle

### Comme réalisateur
- 1910 : A Trip to Mars
- 1910 : How Bumptious Papered the Parlor
- 1910 : A Christmas Carol (co-réalisé avec J. Searle Dawley et Charles Kent)
- 1912 : Children Who Labor (it)
- 1912 : A Suffragette in Spite of Himself
- 1914 : One Touch of Nature
- 1914 : My Friend from India
- 1914 : Nearly a Widow
- 1914 : Treasure Trove (it)
- 1914 : An Absent-Minded Cupid (it)
- 1914 : Dick Potter's Wife
- 1914 : The Blue Coyote Cherry Crop
- 1914 : Grand Opera in Rubeville
- 1914 : A Transplanted Prairie Flower
- 1914 : Bootle's Baby
- 1914 : Shorty
- 1914 : His Chorus Girl Wife
- 1914 : Who Goes There?
- 1914 : 'Twas the Night Before Christmas
- 1915 : The House of Fear (en)